# Экспресс-тест на стрептококк группы А

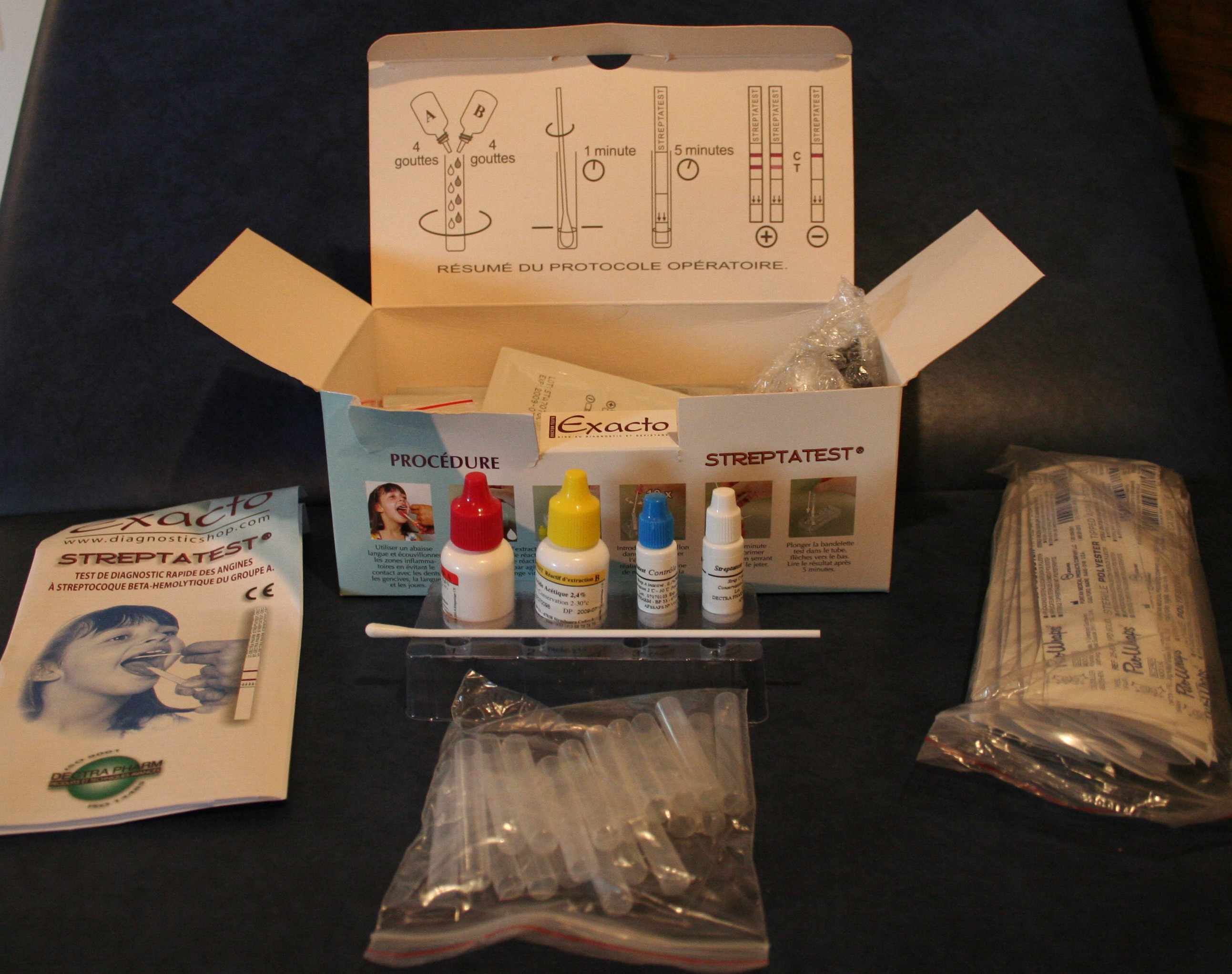
Набор экспресс-теста для детей детского сада

Экспресс-тест на стрептококк группы А (англ. Rapid strep test) — широко используемый в клиниках тест, позволяющий в короткие сроки обнаружить бактериальный фарингит, вызванный стрептококками A группы, иногда называемый «стрептококковым воспалением горла» или стрептококковым фарингитом. В настоящее время используется несколько видов экспресс-теста на стрептококков, каждый из которых использует разную технологию, однако все они нацелены на обнаружение содержания в горле человека стрептококков А группы, реагируя на специфические для них антигены в мазке.

## Медицинское использование
На основании экспресс-теста на стрептококков врач может принять решение о назначении человеку с фарингитом в горле антибиотика. Вирусные инфекции являются причиной большинства фарингитов, однако значительная их часть (от 20 % до 40 % у детей и от 5 % до 15 % у взрослых) вызвана бактериальными инфекциями. Симптомы вирусной и бактериальной инфекции трудно различить друг от друга, однако только бактериальный фарингит может быть эффективно вылечен при помощи антибиотиков. Поскольку основной причиной бактериального фарингита являются стрептококки А группы, присутствие этого организма в горле человека может стать поводом для назначения пациенту антибиотика. Стрептококковый фарингит является самоограничивающейся инфекцией, которая обычно проходит в течение недели без необходимости применения лекарств, но тем не менее, антибиотики могут сократить продолжительность и тяжесть заболевания и снизить риск появления некоторых редких, но серьёзных осложнений.
Экспресс-тесты на стрептококков могут также иметь пользу для общественного здравоохранения. Считается, что неправильное использование антибиотиков в дополнение к нежелательным побочным эффектам может привести к развитию у индивидуума устойчивости к лекарствам от штаммов бактерий. Помогая правильно идентифицировать бактериальную инфекцию, экспресс-тест помогает ограничить использование антибиотиков при вирусных заболеваниях, где их действие не приносит пользы. Некоторые клинические руководства рекомендуют использовать экспресс-тесты людям с фарингитом, в то время как другие — нет. Методические руководства США в большей степени рекомендуют проходить тестирование, нежели европейские аналоги. Использование экспресс-теста может быть наиболее эффективно в странах третьего мира, где стрептококковые инфекции наиболее распространены, но тестирование в этих регионах не сильно распространено.
Микробиологическая культура из мазка из горла является надёжной и доступной альтернативой экспресс-тесту, которая обладает особой специфичностью. Тем не менее, микробиологическая культура требует использование специальных средств и обычно занимает 48 часов, чтобы получить результат, в то время как экспресс-тест может дать результат в течение нескольких минут.

## Процедура и типы
Первым делом проходящему тестирование смачивают горло, чтобы собрать образец. В большинстве экспресс-тестов этот образец затем подвергается воздействию реагента, содержащего антитела, которые будут специфически связываться с антигеном стрептококков. Положительный результат сопровождается определённой видимой реакцией. Существует три основных типа экспресс-теста: на латексную фиксацию, который был разработан в 1980-х годах и в значительной степени устарел. Он использует латексные шарики, покрытые антигенами, которые заметно агглютинируют вокруг антител, если они есть; иммунохроматографический анализ, который в настоящее время является наиболее широко используемым типом экспресс-теста. Образец наносят на полоску нитроцеллюлозной плёнки, и, если антигены стрептококков присутствуют, они будут перемещаться плёнки, образуя видимую линию антигена, связанного с антителами; оптический иммуноанализ, который является новейшим и более дорогим тестом. Он включает в себя смешивание образца с антителами, а затем по специальному субстрату на плёнке, который меняет цвет, сигнализируя о наличии или отсутствии антигена стрептококка, определяли его наличие в горле пациента.